# Aamunkajo
Aamunkajo ist das finnische Funeral-Doom-Projekt des aus Espoo stammenden Musikers Funereal, das 2006 gegründet wurde.

## Geschichte
Die Ein-Mann-Band Aamunkajo wurde im Herbst 2006 von dem Musiker Funereal gegründet, nachdem das erste Lied Ammuttu aufgenommen worden war. Daraufhin entwickelten sich weitere Songs, ehe Ende 2008 bei dem ukrainischen Label Boyanov Gimn das Debütalbum Unen päättyessä erschien. 2011 folgte über Satanarsa Records das zweite Album namens Avaruuden tyhjyydessä, dem sich 2012 bei Silent Time Noise das dritte unter dem Namen Kaiku. anschloss.

## Stil
Doom-Metal.com, metalstorm.net und metalkingdom.net ordneten das Projekt dem Funeral Doom zu. Für das Webzine Doom-Metal.com wird die Musik als konzentriert auf Minimalismus und Trostlosigkeit beschrieben. Einordnende Vergleiche werden zu Nortt, Skepticism, Believe in Nothing und Loss gezogen.

## Diskografie
- 2008: Unen päättyessä (Album, Boyanov Gimn)
- 2011: Avaruuden tyhjyydessä (Album, Satanarsa Records)
- 2012: Kaiku. (Album, Silent Time Noise)